# The Scientist
"The Scientist" é uma canção da banda inglesa de rock alternativo Coldplay, presente em seu segundo álbum de estúdio A Rush of Blood to the Head. A canção foi escrita por todos os membros da banda para o álbum. Ela é construído em torno de uma balada de piano, com sua letra contando a história sobre o desejo de um homem por seu amor e um pedido de desculpas. A canção foi lançada no Reino Unido como o segundo single de A Rush of Blood to the Head e alcançou a posição de número 10. Foi lançado nos EUA como o terceiro single e chegou a posição de número 18 na Alternative Songs.
"The Scientist" recebeu críticas positivas. Os críticos elogiaram a balada da canção feita pelo piano. Existem vários remixes da faixa, e seu riff tem sido amplamente amostrado. O videoclipe do single ganhou três MTV Video Music Awards, devido o uso do vídeo na narrativa inversa. A canção também é destaque no álbum de 2003, Live 2003.

## Antecedentes
O vocalista Chris Martin escreveu "The Scientist" depois de ouvir "All Things Must Pass" de George Harrison. Em uma entrevista para a Rolling Stone, Martin revelou que ao trabalhar em A Rush of Blood to the Head, ele sabia que estava faltando alguma coisa no álbum. Uma noite, durante uma estadia em Liverpool, Martin encontrou um velho piano que estava fora de sintonia. Ele queria trabalhar na canção de Harrison, "Isn't It a Pity", mas ele não conseguia tocá-la. Quando Martin conseguiu tocar, ele pediu para o gravador ser ligado. Ele concluiu dizendo que se deparou com essa seqüência de acordes e percebeu que a nota ficou "adorável". Martin gravou os vocais e o piano em um estúdio em Liverpool.
Quando perguntado sobre o desenvolvimento da canção, durante uma entrevista sobre cada faixa, Martin disse: "Fala apenas sobre garotas. É estranho tudo aquilo que está em sua mente, se é a queda da economia global ou terríveis problemas ambientais, a única coisa que sempre faz com que você seja alguém é quando você gosta de alguém."
No entanto, o encarte de A Rush of Blood to the Head declara: "O cientista é Dan." Dan refere-se a Dan Keeling, o homem A&R que apresentou a banda para a Parlophone.

## Composição
A canção é uma balada de piano impulsionada; a canção também contém um riff de piano. Chris Martin abre a canção e se une ao resto da banda após o primeiro refrão.
A canção começa com uma melodia de piano de quatro acordes, com Martin cantando. A faixa também inclui um arranjo de cordas. No final da canção, um som de guitarra elétrica pode ser ouvida.
A letra da canção é uma alusão à impotência de um homem em face do amor. A letra da canção mostra que ele quer "voltar ao início." As primeiras linhas do primeiro verso enfatizam em um pedido de desculpas: "Come up to meet you/tell you I'm sorry/you don't know how lovely you are." O título da canção também faz alusão à ciência em causa no versículo três: "I was just guessing at numbers and figures/pulling the puzzles apart/questions of science, science and progress."

## Lançamento

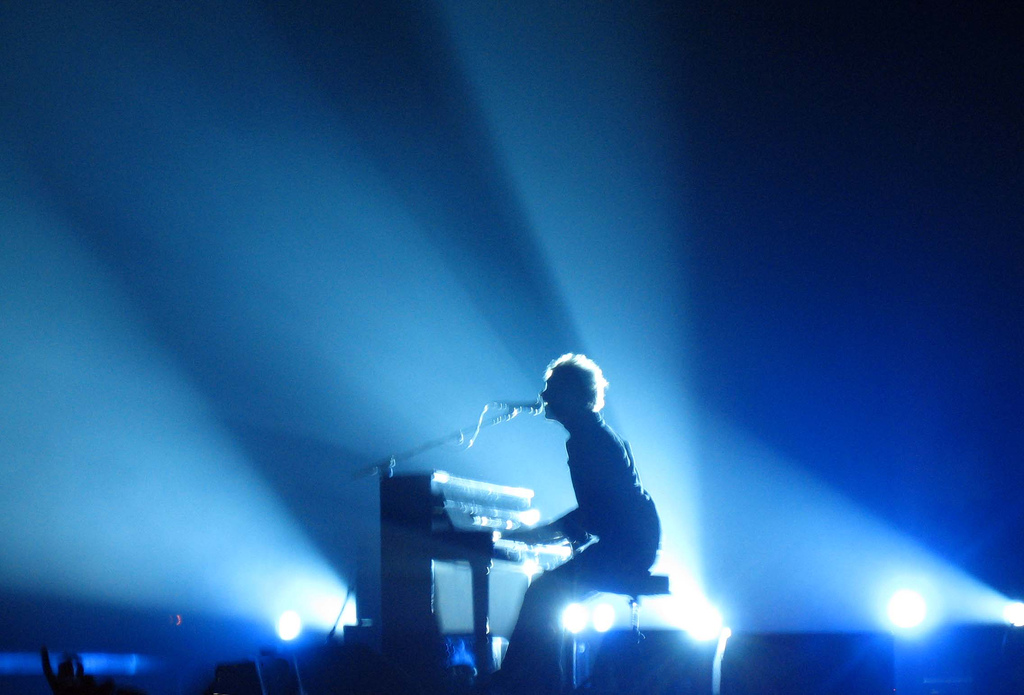
Chris Martin tocando "The Scientist" no piano em 2005 durante a Twisted Logic Tour.

Coldplay lançou "The Scientist" na Europa em 4 de novembro de 2002 como o segundo single do álbum. O single apresenta dois B-side's: "1.36" e "I Ran Away". Nos EUA, enquanto se preparava para a canção como segundo lançamento do álbum, a gravadora da banda dos EUA sentiu que a música não era "o suficiente para os ouvintes americanos"; em vez disso, eles lançaram "Clocks" como o segundo single nos EUA. A capa do single, foi criado por Sølve Sundsbø, como com o seu álbum e outros singles, e as características da capa dessa vez são do baterista Will Champion. A canção foi lançada em 15 de abril de 2003 nos EUA.
"The Scientist" apareceu na ARIA, da Austrália, na posição de número 40 em 1 de novembro de 2003. Também pareceu na Alternative Songs, dos EUA, na posição #18. A canção alcançou a posição de número seis no Canadian Hot 100 em 19 de julho de 2003. A canção alcançou a posição #10 na UK Singles Chart em 17 de novembro de 2002.

### Recepção
As críticas para a canção foram positivas. Rob Sheffield da Rolling Stone, em uma revisão do álbum escreveu: "A fantástica balada de piano em 'The Scientist' ... [tem] um final cataclísmico que pode aumentar cada fio de cabelo na parte de trás do seu pescoço." Nick Southall da revista Stylus escreveu: "O piano que toca através de 'The Scientist' é capturado perfeitamente, a depressão quente de cada nota capturada em vez de um som estridente soando muitas vezes." Ian Watson da NME escreveu: "'The Scientist' é uma canção inexoravelmente ligado com o céu da noite interminável e a esperança secreta e a lamentação de pessoas desiludidas."

## Outras versões
Em 2003, "The Scientist" foi incluída no álbum ao vivo do Coldplay, Live 2003. A canção foi regravada por Aimee Mann ao vivo e lançado em uma edição especial do seu álbum Lost in Space. Natasha Bedingfield, Eamon e Avril Lavigne fizeram um cover da canção na rádio Jo Whiley Live Lounge show. Além disso, Belinda Carlisle fez uma performance ao vivo no reality show do ITV1, Hit Me Baby One More Time, e Johnette Napolitano incluiu a canção em seu álbum Scarred. O quarteto britânico feminino All Angels fez um arranjo vocal da canção em seu álbum "Into Paradise", que foi lançado em novembro de 2007. Os acordes da canção foram reutilizados pelo Sum 41 para a canção "Pieces". Além disso, o programa de televisão americano MADtv fez uma paródia do vídeo, chamado "The Narcissist". A faixa foi apresentada no filme de 2004 Wicker Park. Allison Iraheta e Kris Allen performaram um dueto acústico da canção no comício de Oprah "No Phone Zone" realizado em Los Angeles, Califórnia. A canção também foi performada pelo elenco da série Glee no episódio "The Break Up" da 4ª Temporada.

## Videoclipe
O videoclipe de "The Scientist" ficou muito popular devido a sua narrativa inversa. O mesmo conceito foi usado anteriormente por Spike Jonze no video dos The Pharcyde, "Drop" de 1996. Este estilo reverso foi visto pela primeira vez no vídeo da canção "The Second Summer of Love" da banda escocêsa Danny Wilson em 1989. Martin demorou um mês para aprender a cantar a música de trás para frente.
O vídeo foi filmado em vários locais, incluindo Londres e Bourne Woods, Surrey antes da primeira etapa da A Rush of Blood to the Head Tour. O vídeo estreou em 14 de agosto de 2002. O vídeo retrata Martin caminhando no sentido inverso através de uma cidade, no meio da rua e, eventualmente, a mata. Ao chegar no seu carro, ele fica na frente do mesmo olha para sua namorada, deitada no chão na frente do automóvel, e é mostrada inversamente voando para fora do carro. O carro anda de costas para fora da floresta e através de uma barreira quebrada, que conserta-se enquanto o carro passo. É o "início do vídeo"; eles são mostrados dirigindo de volta até a estrada. É revelado que a namorada de Martin tirou o cinto de segurança antes do acidente de carro, levando à sua morte trágica. A atriz irlandêsa Elaine Cassidy também é destaque no vídeo.
Em 2003, "The Scientist" ganhou três MTV Video Music Awards nas categorias Melhor Vídeo Grupal, Melhor Direção e Vídeo Inovador. Ele também foi indicado em 2004 no Grammy Awards na categoria Melhor Vídeo em Formato Curto mas perdeu para o vídeo de Johnny Cash, "Hurt".

## Faixas
| CD  |                                        |         |  |
| N.º | Título                                 | Duração |  |
| 1.  | "The Scientist"                        | 5:11    |  |
| 2.  | "1.36" (acrescentando guitarra de Ash) | 2:05    |  |
| 3.  | "I Ran Away"                           | 4:26    |  |

| DVD |                                 |         |  |
| N.º | Título                          | Duração |  |
| 1.  | "The Scientist" (editado)       |         |  |
| 2.  | "The Scientist" (vídeo inverso) |         |  |
| 3.  | "Lips Like Sugar" (ao vivo)     |         |  |

## Desempenho nas paradas musicais
| País/Parada (2002)                           | Melhor posição |
| -------------------------------------------- | -------------- |
| Austrália (ARIA)                             | 40             |
| Canadá (Canadian Hot 100)                    | 6              |
| Estados Unidos (Billboard Alternative Songs) | 18             |
| Irlanda (IRMA)                               | 15             |
| Itália (FIMI)                                | 23             |
| Países Baixos (Dutch Top 40)                 | 20             |
| Polônia (ZPAV)                               | 1              |
| Reino Unido (The Official Charts Company)    | 10             |
| País/Parada (2009)                           | Melhor posição |
| Alemanha (Media Control Charts)              | 26             |
| Áustria (Ö3 Austria Top 40)                  | 8              |
| Suíça (Schweizer Hitparade)                  | 84             |